# Zane Bennett
Zane Bennett es uno de los personajes principales que se convirtió en amigo de las sirenas en la serie de televisión australiana H2O: Just Add Water. Es interpretado por el actor Burgess Abernethy.

## Sobre el
Es un niño rico y caprichoso que lo tiene todo, hijo de Harrison Bennett. Es el mejor amigo de Nate. Al comienzo de la serie es arrogante y creído pero al continuar se enamora de Rikki y hace un cambio radical volviéndose tierno y con ganas de ayudar a las sirenas Emma y Cleo

## Apariencia
Tiene ojos marrones y cabello castaño,se viste con ropa cara y se junta con Miriam Kent en la primera tremporada solo porque ella tiene popularidad.Hace buceo con su amigo Nate.

## Rikki's Café
En el comienzo de la tercera temporada, el café está cerrado y fuera del negocio. Rikki tuvo una idea de que se debería reabrir de nuevo, pero con nuevas tendencias, tales como un concierto de música en vivo. En el episodio "El Despertar", Zane decidió coger su idea y compró el local con el dinero de su padre. Después de su renovación, le puso de nombre "Rikki" y ella misma fue la socia de Zane. El café parece ir mejor cuando Rikki trabaja sobre él. Después de que Rikki rompiese con Zane, el café estaba casi al borde de la quiebra. Al final de la temporada, el café parece haberse recuperado cuando Rikki volvió a trabajar en él.

## Relaciones
Al comienzo de la serie, a Rikki no le gustaba Zane como a la mayoría de sus amigos, porque ella lo encontraba como un rico repulsivo. Cada vez que se veían les molestaba a sus amigos. Sin embargo, en un momento dado, Rikki decidió dejar de lado su juicio sobre él en el episodio "La cámara nunca miente", donde discretamente lo salvó de ser comido por los tiburones. En el episodio, "El Peligro de la Luna", Zane se encuentra con Rikki en la Isla de Mako cuando estaba poseída por la Luna llena. Allí, ella confesó que estaba cansada de ser "una sirena". Los dos comparten un beso, pero como ella estaba fuera de control con sus poderes, deshidrata a Zane y cae al suelo desmayado. Después de eso, Rikki no tiene memoria de haberlo besado, pero decidió dejar de intercambiar sus insultos habituales cada vez que se encuentran. Cuando Rikki y Zane quedaron atrapados en un balcón del hotel en el episodio "Sin duda alguna", comenzaron a hablar y pronto se dieron cuenta de que estaban enamorados el uno del otro. Cuando Zane le pidió que se fuera con él, ella se negó porque no quería renunciar a la amistad de las sirenas, desde entonces Emma le había salvado de ahogarse. Al final, se llegó a un acuerdo con él, que sólo iba a salir con él si dejaba de hablar de las sirenas. Cuando Cleo y Emma se enteraron de su relación en secreto, no aprobaban en gran medida el temor de que ella le dijese su secreto a Zane como Julia hizo hace 50 años. Sin embargo, Rikki se mostró digna de seguir manteniendo sus secretos de sirena a Zane.
En la temporada final "Vuelta de Tuerca", Zane demostró a su padre y al Dr. Denman de que las sirenas existían, sin saber que en realidad son sus amigas. Cuando fueron capturadas por su padre y la bióloga marina, Zane sufrió un shock al descubrir que Rikki era una de las sirenas que había estado buscando. Sintiéndose mal, Rikki culpa a Zane por su situación. Después, Zane les ayudó a escapar, y ambos decidieron separarse porque eran muy diferentes y Zane pensó que Rikki ya no era una sirena.
En la segunda temporada, Rikki se encontró con Zane de nuevo en la pista de tierra y los dos querían volver a estar juntos. Rikki era un poco reacia al principio, porque había le traicionado a ella y a sus amigas antes. Cuando Zane descubrió que ella seguía siendo una sirena, le confesó que ya no se preocupaba por la explotación de su secreto. Le pidió que se arriesgase y los dos decidieron seguir juntos. Sin embargo, Rikki continuó mintiéndole acerca de su vida porque ella era la preocupación de que Zane no la encontrase atractiva, si se entera de que ella vivvía en un parque de caravanas. Más tarde, Zane fue sorprendido por el padre de Rikki cuando trataba de robar la placa de la moto cuando, en verdad, era la culpa de Nate y Zane estaba tratando de traerla de vuelta. Rikki fue testigo de su argumento y vio lo grosero que fue Zane a su padre y decidió evitarlo. Sin saber que Terry era su padre, Zane estaba confundido en cuanto a lo qué hizo. Entonces reveló a Emma y a Cleo que conocía su secreto y les pidió hablar a Rikki con él. Aunque todavía se opone Emma, Rikki sigue viendo a Zane otra vez, ella le dijo que ella debía serle fiel a Zane. Siguiendo el consejo de su amiga, Rikki le admite a Zane donde vive y de que Terry es su padre. Después de otro error de Terry, Zane trató de demostrar su valía hacia él mediante la fijación de la placa de su moto antes de declararse inocente. Terry decidió perdonarlo y le permitió seguir de novio de su hija.
Más tarde, Zane, invitó a Rikki a la caza de un tesoro con él en el episodio "Metidas hasta el Cuello". En este episodio, se muestra su preocupación por ella cuando vio lo mucho que insistió en buscar el tesoro y la convenció de tomar un descanso. Cuando se desmayó, él la sacó del agua y el llamó a sus amigos en busca de ayuda. Rikki admitió que necesitaba el dinero del tesoro para ayudar a su padre a pagar las cuentas. Al ver lo desesperada que estaba, Zane se ofreció a ayudarla, pero Rikki insistió en que no hacía falta la caridad. Sabiendo esto, Zane y Lewis decidieron buscar el tesoro en nombre de Rikki, por lo tanto, ayudando a ganar el dinero de la recompensa.
En la 3 temporada, Zane compró el JuiceNet café, que estaba abandonado y lo convirtió en otro café con el nombre de Rikki's y ambos decidieron convertirse en socios del negocio. Sin embargo, su relación se deterioró por la causa de diversos problemas, como el tentáculo de agua, Sophie, y el patrocinamiento del buceo de Will. Cuando Zane involuntariamente causó el ahogamiento de Will en una inmersión práctica, Rikki se enfadó con él y más aún cuando no presentó mucha preocupación por el tentáculo de agua durante la Luna llena. Ella decidió romper con él cuando vio que  Sophie besaba a Zane en el Campeonato de Buceo Libre. Desesperado por recuperarla, Zane trata de llamar la atención de Rikki robando un collar que era para ella y que estaba hecho de cristales de la Luna del estanque de la Luna, en la isla de Mako. Sophie trata de convencerlo de que siga adelante sin ella, quitando el nombre de Rikki's del café, pero él se negó. A lo largo de la temporada, Zane hizo todo lo posible para volver a ganarse a Rikki, pero, por desgracia, terminó arruinándolo todo con sus misiones en el lugar equivocado y en el momento equivocado. La temporada terminó con Rikki y Zane distanciados, pero como daban señales de que Rikki lo perdonó, puede que volvieran a estar juntos.
- Datos: Q6170868